# Asychis shaccotanus
Asychis shaccotanus är en ringmaskart som beskrevs av Uchida 1968. Asychis shaccotanus ingår i släktet Asychis och familjen Maldanidae. Inga underarter finns listade i Catalogue of Life.